# Perūr
Perūr är en ort i Indien.   Den ligger i distriktet Coimbatore och delstaten Tamil Nadu, i den södra delen av landet, 2 000 km söder om huvudstaden New Delhi. Perūr ligger 419 meter över havet och antalet invånare är 8 341.
Terrängen runt Perūr är platt åt nordost, men åt sydväst är den kuperad. Runt Perūr är det mycket tätbefolkat, med 1 754 invånare per kvadratkilometer. Närmaste större samhälle är Coimbatore, 6,5 km nordost om Perūr. Omgivningarna runt Perūr är en mosaik av jordbruksmark och naturlig växtlighet.